# AllPeers
AllPeers era una extensión freeware, de código cerrado para el navegador Mozilla Firefox. La extensión permitía construir una red social y compartir ficheros mediante el modelo P2P. Utilizaba el estilo darknet de la comunicación peer-to-peer; los ficheros y la información compartidos entre los usuarios eran sólo accesibles a los usuarios que están en sus respectivas listas de acceso - su 'red privada de confianza'. La versión beta de AllPeers fue lanzada el 24 de agosto de 2006, y en marzo de 2008, a través de un comunicado en su blog oficial, los creadores de esta aplicación anunciaron que desactivaban el servicio debido al bajo crecimiento de usuarios que estaba por debajo de lo que sus inversores esperaban.
Funcionaba en Microsoft Windows, GNU/Linux y Mac OS X; una vez descargado, se convertía en una barra de herramientas en Firefox. 
Incluso a pesar de que es software propietario, utiliza la tecnología de código abierto de BitTorrent. la extensión no requiere abrir ningún puerto. AllPeers cifra su comunicación usando protocolos estándar como SSL con tal de proteger al usuario contra escuchar de terceras partes. En el lanzamiento inicial de la beta AllPeers tenía 200,000 líneas de código C++ y JavaScript.
Esta aplicación llegó también a permitir mensajería instantánea con las personas con las que se compartían los ficheros.